# Сома Тхера
Котахене Сома Маха Тера (23 декабря 1898 г. — 23 февраля 1960 г.), родившийся как Виктор Эммануил Перера Пулле в Котахене, Коломбо, буддистский монах, переводчик и миссионер Тхеравады. 

## Детство
Сома Тера воспитывался как сингальский католик и получил образование в католическом колледже св. Бенедикта в Котахене, но стал буддистом в юности после чтения Дхаммапады.

## Рукоположение и путешествия
В 1934 году он отправился в Японию со своим другом Г. С. Прелисом (позже рукоположенным как Кхеминда Тхера) и перевёл китайскую версию Вимуттимаги на английский язык, которая была опубликована как «Путь свободы». В 1936 году Виктор Перера и Прелис отправились в Бирму и получили высшее посвящение в качестве буддийских монахов Тхеравады 6 ноября 1936 года в Мулмейне под руководством учителя медитации Джетаваны Саядо.
Во время Второй мировой войны Сома Тера оставалась в Айлент Эрмитаж с Кхеминдой Тхера и Ньянапоникой Тхера.

## Миссионерская деятельность публикации
Несмотря на астму, будучи членом буддийской миссии доброй воли, он участвовал в миссии, отправившейся в Индию в 1940 году. Сома Тхера принял участие в другой миссии в Германию в 1957 году под эгидой немецкого общества Дхармадута, в ходе которой общество приобрело в Берлине здание, ставшее Буддийским домом во Фронау. Сома Тхера опубликовал много книг о буддизме и был автором Буддийского общества публикаций, написав несколько буклетов из серии «Листья Бодхи» и «Колесо».
Сома Тера умер от легочного тромбоза в 1960 году-

## Работы
- Arahant Upatossa. Arahant Upatossa - Vimuttimagga  - Path of Freedom.pdf / Soma Thera & Kheminda Thera (translators from chinese) Rev. N. R.M. Ehara. — 1961. — С. IX—XXVII.
- Thera, Soma. Kalama Sutta: The Buddha's Charter of Free Inquiry. — Buddhist Publication Society, 1981.
- Thera, Soma. The Removal of Distracting Thoughts. — Buddhist Publication Society, 1981.
- Thera, Soma. The way of mindfulness: being a translation of the Satipaṭṭhāna sutta of the Majjhima Nikāya. — 5th rev. ed. — Kandy: Buddhist Publication Society, 2003. — xxvii, 156 с. — ISBN 955-24-0256-5.
- Thera, Soma. Words Leading to Disenchantment & Samsara: Two Essays. — Buddhist Publication Society, 1978.